# Британишский, Владимир Львович
Влади́мир Льво́вич Британи́шский (16 июля 1933, Ленинград — 24 декабря 2015, Москва) — советский и российский поэт, прозаик, литературовед и переводчик.

## Биография и творчество
Сын художника Льва Британишского (1897—1971) и Франциски, урождённой Осинской. В годы войны жил и учился в эвакуации: в 1941—1944 годах в сибирском селе Емуртла, в 1944—1945 годах — в Свердловске.
Стихи начал писать рано. В 1946 году было опубликовано первое стихотворение. В 1946—1948 годах занимался в студии Глеба Семенова в Ленинградском Дворце пионеров, беседы по истории мировой литературы со студийцами проводили М. С. Альтман и Е. Г. Эткинд.В 1954—1956 годах вместе с Л. Агеевым, А. Битовым, Л. Гладкой, Г. Горбовским, А. Городницким, Е. Кумпан, О. Тарутиным, Г. Трофимовым и другими был участником литературного объединения Горного института (руководитель Глеб Семёнов). Окончил Ленинградский горный институт (1956). В 1956—1960 годах работал как геофизик в Западной Сибири и на Полярном Урале. Переписывался с Глебом Семёновым, Давидом Даром и другими. В 1958 встретил поэтессу Наталью Астафьеву и предложил ей стать его женой, летом 1958 она работала с ним на Полярном Урале, в марте 1959 у них родилась дочь Марина, в 1959 они жили в Салехарде. С 1960 года Британишский жил в Москве. Член Союза писателей СССР (1961), Русского ПЕН-Центра с 1997 года. До 1973 года продолжал работать в экспедициях как инженер-геофизик, главным образом, на Севере и на Востоке России.
Умер 24 декабря 2015 года в Москве. Похоронен на кладбище в Переделкино. Через год рядом с ним была похоронена его жена Наталья Астафьева.

## Литературная деятельность
Стихотворение 1945 года «Камни» было опубликовано в ленинградском журнале «Костёр» в 1946 году и в сборнике творчества школьников «Первые стихи» (Ленинград, 1947).
Вслед за этим последовал период поэтического молчания, но зато Британишский обратился к стихотворному переводу: Е. Г. Эткинд познакомил его с Мэри Беккер, изучавшей творчество чернокожих поэтов США, но переводившей только прозу, и Британишский перевёл для её работы несколько стихотворений. Один из этих переводов, из Л. Хьюза, стараниями Беккер был опубликован в журнале «Звезда» (1951, № 1).
С 1955 года публиковался как поэт в журнале «Звезда», с 1956 года как переводчик в журнале «Иностранная литература».
В 1956 года познакомился с Борисом Слуцким. Первая книга стихов Британишского — «Поиски» (Ленинград, 1958). Иосиф Бродский двадцать лет спустя говорил об этой книге: «это такая игра слов: геологические поиски и просто поиски — смысла жизни и всего остального».
Вторая книга стихов «Наташа» (Москва, 1961). Третья книга стихов — «Пути сообщения» (Москва, 1966). С 1966 года публиковал статьи о польской поэзии (журнал «Вопросы литературы» и другие издания). В 1969 году опубликовал два рассказа в «Звезде», издал книгу прозы в Москве.
C 1970 года публиковал в журнале «Иностранная литература» циклы переводов из американских и польских поэтов, в том числе: 1970 № 4 Л. Хьюз; 1971 № 8 У. К. Уильямс; 1973 № 7 Дж. Берримен; 1978 № 7 Э. Э. Каммингс; польские циклы — 1973 № 2 З. Херберт; 1976 № 10 С. Е. Лец; 1989 № 3 Т. Ружевич; 1990 № 8 З. Херберт; 1991 № 5 Ч. Милош (переводы Иосифа Бродского и Вл. Британишского). Премии журнала 1988, 1991. Печатался как переводчик и в других журналах, в антологиях и сборниках польской, американской, английской поэзии. Автор предисловий к антологиям «Польские поэты» (1978), «Из современной польской поэзии» (1979), к книгам стихов Леопольда Стаффа, Ярослава Ивашкевича, Марии Павликовской-Ясножевской, Влодзимежа Слободника, Тадеуша Ружевича, к прозе Яна Парандовского, Ежи Анджеевского. С 1991 публиковал в разных изданиях переводы стихов, эссе, лекций Ч. Милоша, статьи о Милоше.
В 1980 году опубликовал книгу стихов «Открытое пространство» (польское издание — Варшава, 1982). 1985 — книга стихов «Движение времени»: история России 1710-х — 1910-х годов. В 1989—2004 циклы стихов в «Неве», в «Звезде» (премия журнала — 1993), в «Авроре», в ленинградских и петербургских антологиях. Опубликовал письма Г. С. Семёнова («Нева», 1996 № 6), дневник своего отца («Звезда» 1997, № 6).
В 2000 году в соавторстве с Н. Астафьевой издал антологию «Польские поэты XX века» (Санкт-Петербург, 1-2 тт.). В 2003 году издал том стихов-рассказов-эссе «Петербург-Ленинград». В 2003—2007 — книги переводов из З. Херберта, Э. Э. Каммингса, перевод эссе Чеслава Милоша «Порабощенный разум», антологию американских поэтов «От Уитмена до Лоуэлла», книгу статей о польской поэзии — «Речь Посполитая поэтов», книгу эссе и воспоминаний «Поэзия и Польша».
В 2005 года в Москве вышла книга стихов Астафьевой и Британишского «Двуглас». В 2008 опубликована книга прозы Британишского «Выход в пространство» (рассказы, повесть). В издательской аннотации книге дан подзаголовок «воспоминания», но это не так, это не воспоминания, это автобиографическая проза.

## Публикации

### Стихи
- Авторские книги
  - Владимир Британишский. Поиски: книга стихов. — Л.: «Советский писатель», 1958. — С. 60.
  - Владимир Британишский. Наташа: книга стихов. — М.: «Советский писатель», 1961. — С. 108. — 7800 экз.
  - Владимир Британишский. Пути сообщения: книга стихов. — М.: «Советский писатель», 1966. — С. 116. — 10 000 экз.
  - Владимир Британишский. Открытое пространство: книга стихов. — М.: «Советский писатель», 1980. — С. 152. — 10 000 экз. (Польское издание — Варшава, 1982).
  - Владимир Британишский. Движение времени: книга стихов. — М.: «Советский писатель», 1985. — С. 128. — 8500 экз.
  - Владимир Британишский. Старые фотографии: книга стихов. — М.: Лит. — худож. агентство «ЛИРА», 1993. — С. 152. ил. 20
  - Владимир Британишский. Петербург — Ленинград: Стихи. Рассказы. Эссе — СПб..: «Алетейя», 2003. — С. 288.
  - Владимир Британишский. Двуглас. Стихотворения / Двуязычное издание. — М.: «Прогресс-Плеяда», 2005. — С. 416. 16 л. ил. (с Натальей Астафьевой, на рус. и польск. яз.)
  - Владимир Британишский. Сто стихотворений: книга стихотворений. — М.: «Прогресс-Плеяда», 2013. — С. 168.
- В антологиях
  - То время — эти голоса. Ленинград. Поэты оттепели. — Л.: Советский писатель, 1990
  - Верлибр: Антология русского верлибра. — М.: Прометей, 1991
  - Поздние петербуржцы: Поэтическая антология. — СПб.: Европейский дом, 1995
  - Самиздат века. — М.: Полифакт, 1997
  - Строфы века: Антология русской поэзии. — М.: Полифакт, 1997
  - Под воронихинскими сводами. — СПб.: Изд-во журнала «Нева» 2003 (предисловие Вл. Британишского)
  - Русские стихи 1950—2000 годов. Антология (первое приближение). В 2 т. — М.: Летний сад, 2010. — (Культурный слой)
  - Лица петербургской поэзии. 1950—1990-е. Автобиографии. Авторское чтение. — СПб., 2011

Многие стихотворения Британишского, не вошедшие пока в его книги, публиковались в антологии «То время — эти голоса» (Л., 1990) и в журналах: «Новый мир» 1987 № 9; «Согласие» 1993 № 2; «Стрелец» 1994 № 2; «Звезда» 1990 № 8, 1993 № 9, 1998 № 8, 2003 № 7; «Нева» 1994 № 2, 1998 № 7, 1999 № 6, 2004 № 6.

### Проза
- Местность прошлого лета: Повесть. Рассказы. — М.: «Советский писатель», 1969. — 352 с.
- Выход в пространство: [воспоминания] — М.: «Аграф», 2008. — 448 с., илл. — (Серия: «Символы времени») ISBN 978-5-7784-0380-2

### Переводы
авторские книги
- Польские поэты XX века: Антология. Том 1-2. СПб: Алетейя, 2000 (в соавторстве с Натальей Астафьевой)
- Милош Ч. Порабощенный разум/ Перевод, предисловие, примечания Владимира Британишского. — СПб.: Алетейя, 2003
- Каммингс Э. Э. Избранные стихотворения в переводах Владимира Британишского. — М: Итака, 2004
- Херберт З. Стихотворения/ Перевод, предисловие, примечания Владимира Британишского. — СПб.: Алетейя, 2004
- От Уитмена до Лоуэлла: Американские поэты в переводах Владимира Британишского. — М.: Аграф, 2005. — 288 с. ISBN 5-7784-0300-3

в других книжных изданиях
- Л. Хьюз. Избранные стихи. М.: Изд. ин. лит. , 1960
- Л. Хьюз. Избранные стихи. М.: Прогресс, 1964
- Негритянская поэзия США. 20 век. М.: Худ. лит., 1971 (переводы из С.Брауна, Дж. У. Джонсона, Гв. Брукс, Д. Рэндалла, Л. Хьюза)
- Современная польская поэзия. М.: Прогресс 1971 (переводы из Я. Ивашкевича, Я. Спевака)
- Л. Стафф. Стихи. М.: Худ.лит., 1973
- Я. Ивашкевич. Избранное. М.: Худ. лит., 1973
- Из современной чешской и словацкой поэзии. М.: Прогресс, 1975 (несколько переводов из Милана Руфуса)
- Современная американская поэзия. М.: Прогресс 1975 (переводы из У. К. Уильямса, У. Стивенса, Э. Э. Каммингса, К. Шапиро, Л. Хьюза, Дж. Берримена, Гв. Брукс)
- Из современной английской поэзии. Р. Грейвз, Д. Томас, Т. Хьюз, Ф. Ларкин. М.: Прогресс, 1976 (переводы из Д.Томаса)
- Я.Ивашкевич. Сочинения в 8 томах. Том 1. Стихи. М.: Худ.лит., 1976
- Л.Хьюз. Стихи. М.: Худ.лит., 1977
- Западно-европейская поэзия. XX век. М.: Худ. лит., БВЛ 1977 (два перевода из Д. Г. Лоуренса, один из Р. Грейвза)
- Польские поэты. Л.Стафф. К.Иллакович. Ю. Пшибось. Т. Ружевич. В. Шимборская. М.: Худ. лит. 1978 (переводы из Л. Стаффа, Ю.Пшибося, Т.Ружевича)
- Т. Ружевич. Избранное. Поэмы. Драмы. Проза. М.: Худ. лит., 1979 (перевод двух поэм Ружевича)
- Из современной польской поэзии. С. Гроховяк. Е. Харасымович. Х. Посвятовская. М. Гжещак. М.: Прогресс. 1979 (переводы из М. Гжещака, один перевод из С. Гроховяка)
- Я. Есенский. Стихи. Перевод со словацкого. М.: Худ. лит., 1981 (ок. 20 переводов)
- К.Сэндберг. Избранное. М.: Худ. лит., 1981
- Поэзия США. М.: Худ. лит., 1982 (переводы из С. Крейна, К. Сэндберга, У. К. Уильямса, Э. Э. Каммингса, У. Стивенса, С. Брауна, Л. Хьюза, К. Рэкози, К. Шапиро, Дж. Берримена, Гв. Брукс)
- У. Уитмен. Листья травы. М.: Худ. лит., 1982
- Р. Лоуэлл. Избранное. М.: Прогресс, 1982
- Я. Ивашкевич. Стихотворения. М.: Дет. лит., 1982
- Американская поэзия в русских переводах XIX—XX века. М.: Радуга. (переводы из У. К. Уильямса, У. Стивенса, Э. Э. Каммингса,Л.Хьюза, Дж. Берримена, Р. Лоуэлла)
- Английская поэзия в русских переводах. XX век. М.: Радуга. 1984 (два перевода из Д. Г. Лоуренса, два — из Д. Томаса)
- Т. Ружевич. Стихотворения и поэмы. М.: Худ. лит., 1985
- В. Слободник. Стихи. М.: Худ. лит., 1985
- Я. Ивашкевич. Сочинения в трех томах. Том 1. Стихотворения. М.: Худ. лит., 1988
- С. Крейн. Стихотворения. Чебоксары, 1994 (в приложении — переводы А. Сергеева и В. Британишского)
- Поэты лауреаты Нобелевской премии М. Панорама 1997 (перевод раздела Чеслава Милоша)
- Е. Витковский. Строфы века — 2: Антология мировой поэзии в русских переводах XX века. — М.: Полифакт. Итоги века, 1998. — 1192 с. (переводы из У. Уитмена, Э. Э. Каммингса, Я. Ивашкевича, Д. Томаса, Дж. Берримена, Ч. Милоша, З. Херберта)
- Антология имажизма. М.: Прогресс, 2001 (переводы из У. К. Уильямса)
- Д. Томас. Приключения со сменой кожи. СПб.: Азбука-классика, 2001 (перепечатка переводов стихов Д.Томаса из издания 1976 года)
- Т. Ружевич На поверхности поэмы и внутри. Вроцлав, 2001. Двуязычное издание. Сост. Т. Ружевич, Я. Столярчик
- Дэвид Герберт Лоуренс. Меня никто не любит: повести, рассказы, стихотворения, путевые очерки, эссе : перевод с английского; [сост., коммент. Н. М. Пальцева, А. Г. Николаевской; предисл. Н. М. Пальцева]. — М.: ВГБИЛ им. М. И. Рудомино, 2011. — 559 с. — К 125-летию со дня рождения писателя. (Баварские генцианы : стихотворение / пер. В. Л. Британишский. — С . 297) — ISBN 978-5-7380-0370-7

### Статьи
- Журнал поэтов (о польской поэзии 1960-х годов по канве рассказа о новом польском журнале «Poezja») // Вопр.лит. 1966, № 8.
- Человеческая мудрость (о творчестве С. Е. Леца) // Вопр.лит. 1968, № 8.
- Поэзия, воскрешенная профессорами (Изучение польского барокко в XX веке) // Вопр.лит. 1970, № 5.
- «Но споры наши не пропали даром» (о польском авангарде 1920-х годов) // Вопр.лит. 1971, № 4.
- Польские романтики о польском барокко // Сов.славяноведение. 1972, № 1.
- Классик неклассического века (поэзия Леопольда Стаффа) // Вопр.лит. 1972, № 9.
- Путь к простоте (поэзия Ярослава Ивашкевича) // Иностр.лит. 1974, № 2.
- Витки поэтической спирали (о поэзии Ружевича, Херберта, Шимборской, Свирщиньской) // Лит.обозр. — 1974, № 7.
- В сторону Кантемира (о переводах Леонида Мартынова из Яна Кохановского) // Мастерство перевода. Сб.десятый. 1974, (М.: 1975).
- «Век позднейший мне воздаст с лихвою» (Ян Кохановский в XX веке) // Вопр.лит. 1977, № 6.
- Музыка вечером (лирика Я. Ивашкевича 1960—1970-х годов) // Лит.обозр. 1984, № 3.
- Введение в Милоша // Вопр.лит. 1991, № 6.
- Собеседник века. Заметки о Милоше // Звезда. 1992, № 5-6.
- Родимое и вселенское в творчестве Милоша // Лит.обозр. 1999, № 3.
- Речь Посполитая поэтов (фрагмент будущей книги «Поэзия и Польша»). // Вопр.лит. 2000, № 1.
- Почему Херберт // Новая Польша. 2004, № 5.
- Беспокойный дух (о Витольде Вирпше) // Новая Польша. 2004, № 11.

### Полонистика, эссеистика
- Речь Посполитая поэтов: очерки и статьи. — СПб: Алетейя, 2005. — 544 с. (серия: Bibliotheca Polonica)
- Поэзия и Польша. Путешествие длиной полжизни. — М.: Аграф, 2007. — 656 с. (серия: Символы времени)
- Введение в Милоша. Статьи о Милоше. Переводы из Милоша: стихи, очерки, эссе, речи, воспоминания. М. Летний сад, 2012

### Воспоминания
- Мы, поколение пятидесятых… // Аврора 1990 № 6. — с.39 — 42
- Возвращение к культуре. Воспоминания о 1954 — 1956-м // Вопросы литературы, 1995, вып. IV
- Студенческое поэтическое движение в Ленинграде в начале оттепели// Новое литературное обозрение, 1995, № 14
- Леонид Агеев // Новое литературное обозрение, 1995, № 14
- Похищение Прозерпины Плутоном // Под воронихинскими сводами. СПб, 2003. — с.13 — 44
- Студия Глеба Семенова во Дворце Пионеров. Воспоминания о 1946—1948// Время и Слово. Литературная студия Дворца Пионеров. СПб, 2006. — с.18 — 30
- Автобиография// Лица петербургской поэзии. 1950—1990-е. Автобиографии. Авторское чтение. Сост. Ю. М. Валиева. СПб 2011. — с.26 — 41

## Признание
Произведения Британишского переведены на немецкий, польский, французский, английский языки. Он — лауреат нескольких польских литературных премий, премии Союза писателей Москвы «Венец» (2001, вместе с Натальей Астафьевой), награждён нагрудным знаком «За заслуги перед польской культурой» (1999), Офицерским крестом Ордена Заслуг перед Республикой Польша (1999), Командорским крестом Ордена заслуг перед Республикой Польша (2014).